# زاووینه
زاووینه (به صربی: Zaovine) یک منطقهٔ مسکونی در صربستان است که در بایینا باشتا واقع شده‌است. زاووینه ۶۳٫۹۹ کیلومتر مربع مساحت و ۲۶۳ نفر جمعیت دارد و ۹۹۱ متر بالاتر از سطح دریا واقع شده‌است.